# 韦利·马哈茂德帕夏
韦利·马哈茂德帕夏（土耳其語：Veli Mahmud Paşa，1420年—1474年），或称马哈茂德-帕夏·安格洛维奇（塞爾維亞-克羅埃西亞語拉丁字母：，塞爾維亞-克羅埃西亞語西里爾字母：），奥斯曼帝国将领、官员，于1456年至1466年和1472年至1474年间两度出任帝国宰相“大维齐尔”，于1466年至1478年间出任奥斯曼帝国海军元帅“卡普丹帕夏”。他还曾以“阿德尼”（Adni）的笔名创作了很多波斯语和土耳其语诗歌。
韦利·马哈茂德帕夏是第二位出身“德夫希尔梅”的大维齐尔，他是拜占庭帝国安格洛斯家族的成员，原为基督徒，儿时被奥斯曼帝国官方通过德夫希尔梅制度征募，成为了一名穆斯林并在奥斯曼首都埃迪尔内长大。在埃迪尔内，韦利·马哈茂德帕夏称为了一名优秀的军人，还娶了苏丹穆罕默德二世的一个女儿。由于其在1456年贝尔格莱德围城战中的出色表现，韦利·马哈茂德帕夏被任命为大维齐尔，来接替下台的扎加诺斯帕夏。

## 生平
马哈茂德1420年出生于奥斯曼帝国塞尔维亚王国的新布尔多村（今属科索沃）。在1427年的一次奥斯曼对塞尔维亚的入侵期间，马哈茂德被奥斯曼土耳其人劫持，并与另外两个男孩一起被送到了奥斯曼当时的首都埃迪尔内。根据拜占庭历史学家雷尼卡斯·卡尔科康第拉斯称，马哈茂德是在随母亲从新布尔多前往斯梅代雷沃途中被苏丹穆拉德二世的骑兵带走的。依惯例，他改宗伊斯兰教而成为了一名穆斯林。他的兄弟米哈伊罗·安格洛维奇则留在塞尔维亚，并且后来在奥斯曼帝国政坛迅速崛起。他们的母亲后来移居到君士坦丁堡，虽然她一直是一个基督徒，却受到了苏丹的优待，还被了授予了土地资产。
马哈茂德在奥斯曼成长为了一名出色的军人，并娶了苏丹穆罕默德二世的一个女儿。凭着在1456年贝尔格莱德围城战中的突出表现，他被授予了大维齐尔的职位。在其任内，他一直在军中领兵或带军随苏丹征战。
1458年，塞尔维亚专制公拉扎尔·布拉科维奇去世，马哈茂德的兄弟米哈伊罗成为集体摄政的成员，但他很快就被塞尔维亚朝廷中的反奥斯曼亲匈牙利派系给罢免了。作为回应，马哈茂德孤军深入攻击并占领了斯梅代雷沃堡垒及周边的据点。由于担心受到匈牙利入侵者的攻击，他被迫向南撤军，在斯科普里与苏丹穆罕默德二世的军队会合。1461年，马哈茂德率军随苏丹参与了对拜占庭帝国最后一个余脉特拉比松帝国的战争。马哈茂德曾就特拉比松投降的问题与该城的财务长，马哈茂德的表兄，知名学者乔治·阿米罗特斯进行谈判。1463年，马哈茂德率军入侵并征服了刚刚与奥斯曼签署和平协议的附属国波斯尼亚，在克柳奇俘获了波斯尼亚国王斯特凡·托馬瑟維奇，并迫使斯特凡将国家割让给了奥斯曼帝国。1467年夏，马哈茂德随穆罕默德二世征讨威尼斯阿尔巴尼亚，马哈茂德负责追赶当时撤到山上的威尼斯人盟友斯坎德培，但并没能找到斯坎德培，从而使其成功逃到了海岸。据奥斯曼历史学家图尔松·贝格和伊本·凯末尔，马哈茂德渡过布纳河，袭击威尼斯控制的斯库台，并掠夺周边地区
1468年，马哈茂德因其继任者卢姆·穆罕默德帕夏的阴谋而被革职，表面上则与当年早些时候在征服卡拉曼后对卡拉曼王室在君士坦丁堡的安置问题有关。1472年，他官复原位，但他与苏丹的关系却非常紧张。1474年，他再次被革职並被處死。据说与穆罕默德的儿子穆斯塔法王子有关。1473年马哈茂德出征在外时，他第二任妻子曾与穆斯塔法在同一个屋子里共度了一夜，马哈茂德与第二任妻子离了婚，并从此与穆斯塔法的关系十分紧张。根据后来的记述，穆斯塔法在1474年后来的死亡，甚至是马哈茂德毒死的。

## 出身血统
在1394年奥斯曼帝国占领塞萨利后，当地统治者安格洛斯·菲兰斯罗彭诺斯家族被迫避难。马哈茂德帕夏及其兄弟米哈伊洛·安格洛维奇的祖父是阿历克塞·安格洛斯·菲兰斯罗彭诺斯或者曼努埃尔·安格洛斯·菲兰斯罗彭诺斯。他们可能是拜占庭皇帝阿历克塞三世的后代，也因此马哈茂德可能与阿尔巴尼亚贵族阿莱西奥·斯潘及彼得·斯潘有亲缘关系。然而当时的拜占庭资料及奥斯曼历史学家伊本·凯末尔均称其为塞尔维亚人，一些后世的奥斯曼资料则称其为克罗地亚人。
关于马哈茂德帕夏的出身，后世存在多种说法。最广泛的一种说法是马哈茂德儿时在从新布尔多去斯梅代雷沃途中被奥斯曼骑兵带走的，大多数历史学家都接受新布尔多为马哈茂德帕夏的出身地。当时的《Ecthesis Chronica》和《Historia Patriarchia》称其来自塞尔维亚。伊本·凯末尔是唯一明确称其来自“塞尔维亚矿区”（新布尔多）的奥斯曼资料来源。加布里埃尔·彼得博格（Gabriel Piterberg）称他来自拜占庭-塞尔维亚的贵族安格洛维奇家族。许多奥斯曼作者则持另一种说法：16世纪的传记作者阿西克·切莱比（Asik Celebi）称马哈茂德来自克鲁舍瓦茨。像阿塔、叙雷亚和奥斯曼扎德·泰益等奥斯曼历史学家称他出身克罗地亚。有关克罗地亚出身的信息可追溯到马哈茂德1467年寄往拉古萨共和国的一封信，在信上他署名“Abogović Hrvat”，即“安格洛维奇·赫尔瓦特”，其中“赫尔瓦特”意指克罗地亚人。但该信被认为是不可信的，因为它与所有的拜占庭资料都有冲突，这意味着他出生时是天主教徒，但马哈茂德的出身地在塞尔维亚，他所有可能的出生地均在塞尔维亚/东正教世界，远离天主教的影响。另外在当时，“克罗地亚”和“塞尔维亚”是混淆，称某人为“克罗地亚人”可能是仅能表明他来自泛南斯拉夫地区。

## 脚注
1. ↑  Théoharis Stavrides The Sultan of vezirs: the life and times of the Ottoman Grand ... - Page 311 "Mahmud Pasha's Pseudonym According to all indications, the pseudonym (mahlas) used by Mahmud Pasha when writing poetry was Adni (the Eden-like) and this is indicated by most sources, most particularly Asik Celebi and Sehi Beg, who ..."
2. ↑  Franz Babinger, William C. Hickman -Mehmed the Conqueror and His Time - 1992 Page 476 "With the possible exception of the grand vizier Mahmud Pasha, who under the pseudonym of Adni wrote Persian and Turkish rhymes, the period offers no further poets of above-average quality.34 Among the poets it seems fitting to mention as ..."
3. 1 2  Finkel (2006), pp. 59–60, 48
4. ↑  Miller, Barnette. . Harvard University Press. 1941: 7.
5. ↑  Enes Duraković, Esad Duraković, Fehim Nametak, Đenana Buturović, Bošnjačka književnost u književnoj kritici, 1990, p. 142, Google Books
6. 1 2 3 4 5  Stavrides (2001), pp. 73–74
7. ↑  Babinger, Franz. . Princeton University Press. 1992: 115  [26 February 2013]. ISBN 0691010781. （原始内容存档于2014-12-10）.
8. ↑  Finkel 2006，第78頁
9. ↑  Finkel (2006), pp. 78–79, 559, 560
10. 1 2  Finkel 2006，第60頁
11. ↑  Finkel 2006，第62頁
12. ↑  Stavrides 2001，第163, 164頁 When the Ottoman army arrived Skanderbeg took refuge in Albanian mountains. Mehmed II sent Mahmud Pasha to the mountains, together with most experienced part of the army, in order to pursue Skanderbeg, while he himself ravaged the rest of the land ... The Grand Vezier spent fifteen days in the mountains,... However, they did not find Skanderbeg, who had managed to flee to the coast
13. ↑  Stavrides 2001，第164頁...According to Tursun Bey and Ibn Kemal,... After crossing Boyana river by swimming Mahmud Pasha attacked the city and destroyed the area around it. He returned to sultan with much booty...
14. ↑  Finkel (2006), pp. 78–79
15. ↑  Finkel 2006，第79頁
16. ↑  Stavrides, Théoharis. . BRILL. 2001: 228  [20 January 2012]. ISBN 978-90-04-12106-5. （原始内容存档于2013-10-29）.
17. ↑  Gabriel Piterberg, Teofilo F. Ruiz, Geoffrey Symcox, Braudel revisited: the Mediterranean world, 1600-1800, p. 93